# Daghestan (cheval)
Le Daghestan (russe : Dagestan), ou poney du Daghestan, est une race de poney rare, originaire du Daghestan, dans le nord du Caucase. Trois types, sont répertoriés, le Kumyk, le Lezgian, et l'Avar. Il est principalement élevé pour son lait, le bât, et la selle. Ses derniers relevés d'effectifs remontant aux années 1990, la race pourrait s'être éteinte depuis. 

## Histoire
Le poney du Dagestan est peu décrit. La seconde édition de l'ouvrage de l'université de l'Oklahoma recensant les races de chevaux (2007) cite le Dagestan Pony, mais n'en fournit aucune description.
Mason (CAB International) signale en 1988 que cette race est rare. En 1990, l'effectif recensé dans toute l'URSS est de 456 têtes, avec tendance à la baisse ; cependant ce comptage est estimé peu fiable. En 1995, le cheptel estimé reste inférieur à 500 individus.

## Description
Le guide Delachaux lui attribue une taille de 1,30 m à 1,36 m. Il présente le type du petit cheval de montagne, sobre et robuste. Son pied est particulièrement sûr.
Il existe trois types de poneys du Daghestan, nommés d'après les tribus qui les élèvent. Le Kumyk (russe : Kumylskaya), le plus grand et massif, est élevé sur les côtes maritimes,. Le Lezgian est la variété du Sud,. Enfin, l'Avar, le plus petit, est élevé dans les montagnes,.
Les robes les plus fréquentes sont le bai et l'alezan.
La race est endurante et résistante.

## Utilisations
Ces chevaux sont principalement élevés pour le lait de jument. Le Lezgian et l'Avar servent comme chevaux de bât et sous la selle. Les populations locales vivent essentiellement d'agriculture et d'élevage ovin.

## Diffusion de l'élevage
La race est propre au Nord du Caucase, incluant un territoire russe et une partie du territoire géorgien. D'après les données de la FAO en 2007, il est menacé d'extinction (statut « D », endangered). L'étude menée par l'Université d'Uppsala et publiée en août 2010 pour l'Organisation des Nations unies pour l'alimentation et l'agriculture (FAO) signale le Dagestan Pony comme une race locale européenne transfrontière en danger d'extinction.
La base de données DAD-IS n'indique pas de niveau de menace (2018). La race pourrait être désormais éteinte.